# Hedčany (Kožlany)
Hedčany jsou vesnice, část města Kožlany v severní části okresu Plzeň-sever v Plzeňském kraji. Katastrální území Hedčany zaujímá rozlohu 405,25 ha. V roce 2011 zde trvale žilo 38.

## Historie
Ves vznikla pravděpodobně osazením polskými zajatci Hedčany, které do Čech přivedl roku 1039 kníže Břetislav I. ze svého vítězného tažení. Podobný vznik se uvádí i u mnoha okolních vesnic a taktéž u druhých Hedčan na Pardubicku. Ves ve druhé polovině 14. století vlastnil Oldřich Tista z Hedčan, který nechal postavit na břehu Berounky hrad Libštejn. Roku 1454 přešla ves a poplužní dvůr do majetku Jana z Doupova na Všetatech. Během 16. a počátkem 17. století se majitelé Hedčan měnili (prodejem i zástavou) a ves patřila ke Křivoklátu, Týřovu nebo Chříči. Za třicetileté války byla ves zcela zničena a až k roku 1654 byly uváděny čtyři nové usedlosti. Na počátku 18. století bylo v Hedčanech uváděno 9 statků.

## Přírodní poměry
Severně od vsi je v údolí říčky Javornice Cukrovic mlýn, na druhém břehu je eko-farma Hedecko a ves Břežany. Na východě Hedčany sousedí se Slatinou, na jihovýchodě s Holovousy a Všehrdy, na jihu s Černíkovicemi a na západě s Kožlany. Ves leží šest kilometrů severovýchodně od Kralovic na mírně zvlněné náhorní plošině.

## Obyvatelstvo
| Rok            | 1869 | 1880 | 1890 | 1900 | 1910 | 1921 | 1930 | 1950 | 1961 | 1970 | 1980 | 1991 | 2001 | 2011 | 2021 |
| -------------- | ---- | ---- | ---- | ---- | ---- | ---- | ---- | ---- | ---- | ---- | ---- | ---- | ---- | ---- | ---- |
| Počet obyvatel | 149  | 172  | 137  | 135  | 134  | 137  | 114  | 97   | 95   | 72   | 54   | 46   | 49   | 38   | 38   |
| Počet domů     | 26   | 24   | 26   | 26   | 27   | 25   | 26   | 25   | 25   | 20   | 20   | 21   | 22   | 12   | 25   |

## Obecní správa
Při sčítání lidu v letech 1869–1950 Hedčany byly samostatnou obcí, se kterým patřily nejprve do okresu Kralovice, ale v roce 1950 v okrese Plasy. V letech 1961–1976 byly částí obce Dřevec v okrese Plzeň-sever. Od 30. dubna 1976 jsou částí města Kožlany v okrese Plzeň-sever. V letech 1870–1887 k obci patřily Černíkovice.

## Památky
Ve středu návsi stojí patrová budova školy z roku 1902, při jejíž výstavbě byla postavena i sousední kaple, obě s pseudohistorizující fasádou členěnou pásovou bosáží. U kaple stojí kříž z roku 1882. Za školou stojí roubená chalupa č.e. E1, v usedlostech čp. 1 a čp. 4 jsou zachovány roubené stodoly.